# Assassin's Creed: Syndicate
Assassin's Creed: Syndicate è un videogioco sviluppato presso Ubisoft Quebec e pubblicato da Ubisoft. Rappresenta il nono capitolo della serie Assassin's Creed.
È disponibile per PlayStation 4 e Xbox One dal 23 ottobre 2015. La versione Microsoft Windows è disponibile dal 19 novembre 2015.
Dopo il flop di Assassin's Creed: Unity, Ubisoft ha utilizzato comunque lo stesso motore grafico, mentre la modalità multiplayer online, che era presente nella serie dal 2010 con Assassin's Creed: Brotherhood (ad eccezione di Assassin's Creed: Rogue), è assente.
Il 27 ottobre 2017 è uscito il seguito, Assassin's Creed: Origins, decimo capitolo della serie.

## Trama
Inghilterra, 1868. La storia segue le vicende di Jacob ed Evie Frye nel loro percorso all'interno della criminalità organizzata nella Londra Vittoriana e nella loro lotta contro il potere costituito, controllato da un altro frutto dell'Eden che Miss Lucy Thorne intende ottenere. L'altro frutto, che Brewster stava esaminando prima che arrivasse Evie, esplode. Terminati gli obiettivi, i due Assassini fanno rapporto a George e fuggono a Londra (nonostante quest'ultimo non approvi a causa della forte presenza di Templari nella città) per strappare di mano il potere al Gran Maestro dei Templari, Crawford Starrick. Giunti nella metropoli, conoscono Henry Green, l'assassino di origini indiane, direttore della filiale degli Assassini a Londra. Jacob decide subito di creare una gang chiamata "Rooks" per competere con i Blighters di Starrick, strappando poi il quartiere di Whitechapel dalle loro mani.
Durante lo scontro con il capo dei Blighters di Whitechapel, Kaylock, Jacob ruba un prototipo di lanciacorda rotto che Green fa riparare a Alexander Graham Bell, il famoso inventore, il quale, in poco tempo, ne realizza una versione migliorata, da inserire nella polsiera della lama celata. Evie lo utilizzerà poco dopo per aiutare Bell con la realizzazione di una nuova ditta di fonografi, in grado di emettere la voce umana; è proprio Evie a suggerire il nome giusto per questi apparecchi: telefono.
Grazie a Green, Jacob viene a sapere di una droga che circola a Lambeth, chiamata "Elisir Lenitivo di Starrick". L'Assassino insegue uno spacciatore per poi scoprire che la droga viene da un magazzino situato nella zona del porto. Giunto lì, incontra Charles Darwin, anch'egli intento a fermare il circolo dell'elisir. Distrutto il magazzino, Jacob interroga il ricercatore Richard Owen per scoprire chi è il produttore della droga che sembra provenire da un ospedale. In poco tempo, Jacob giunge all'ospedale per uccidere il Templare produttore della droga: John Elliotson, un chirurgo che esegue esperimenti inquietanti sui pazienti. Jacob uccide il dottore, che, in punto di morte, continua ad affermare che stesse facendo del bene, perché "ormai i tempi sono cambiati" e Jacob è "solo un bambino che crede ancora di poter aggiustare il mondo a colpi di spada".
Successivamente, iniziano i primi conflitti tra i Frye: Evie accusa il fratello di dare troppa poca importanza alla Confraternita degli Assassini, mentre Jacob non sopporta che sua sorella sia eccessivamente ossessionata nel seguire le orme del padre e la prende in giro ironizzando sul rapporto che ha con Henry Green. Le due strade iniziano quindi a dividersi: Evie trova la chiave della cripta alla cattedrale di St. Paul, ma che le viene strappata da Lucy Thorne dopo un violento scontro; Jacob, invece, incontra Pearl Attaway, apparente alleata e socia in affari poiché la sua azienda di trasporti londinese è la più grande rivale di quella di Starrick, ma successivamente si rivela nemica, in quanto Templare e in realtà cugina dello stesso Starrick. L'Assassino, quindi, si vede costretto ad ucciderla; qui, scoppia l'ira di Crawford, deciso più che mai a vendicarsi.
Evie, invece, si reca alla Torre di Londra e uccide Lucy Thorne; l'occultista, in punto di morte, accenna a poteri straordinari e incredibili che la Sindone, il secondo Frutto dell'Eden, può avere, ma non ha intenzione di dire all'Assassina di cosa si tratta realmente. Jacob, invece, è deciso a colpire le finanze di Starrick, scoprendo che il suo banchiere, il signor Twopenny, nonché governatore della Banca d'Inghilterra, effettua rapine nella sua stessa banca per arricchirsi a scapito dei poveri. Jacob lo uccide proprio durante una rapina nella sede centrale. Grazie all'aiuto del maharaja Duleep Singh, Evie ed Henry scoprono che la Sindone si trova a Buckingham Palace all'interno di una cripta e che i progetti del restauro che la evidenziano si trovano all'interno dello stesso palazzo, ma la zona è vietata e Evie non può procedere da sola.
Nel frattempo, grazie ai suoi informatori, Jacob scopre che Starrick ha un uomo nel Parlamento intento a uccidere il Primo Ministro Benjamin Disraeli. Grazie alla moglie di quest'ultimo, l'Assassino scopre che l'uomo che cerca è il Duca di Cardigan; si reca quindi nella sede del Parlamento e lo assassina. Dopo aver conquistato parte del territorio londinese, egli viene contattato da Maxwell Roth, una brillante mente criminale che, pur essendo al servizio di Starrick, nutre un forte desiderio di ucciderlo; chiede, quindi, all'Assassino di collaborare. I due diventano effettivamente alleati, anche se Roth prova molto probabilmente ben più di una semplice ammirazione per Jacob. Tuttavia, egli si ritroverà costretto a uccidere Maxwell quando quest'ultimo lascia far esplodere un'officina di Starrick al cui interno lavorano anche dei bambini. In seguito ad un invito ricevuto proprio da Roth, Jacob si reca al teatro Alhambra e uccide il mentecatto che avrebbe voluto "mantenere il mondo nel suo stato di divina follia".
Tornati al covo sul treno, Evie e Jacob hanno una brutta litigata, poiché la prima odia il fatto di aver dovuto rimediare ai disastri di suo fratello, mentre quest'ultimo è stufo della sorella che continua a citare e affermare le teorie del padre; quando stanno per separarsi per sempre, Henry Green giunge con la notizia che la sera stessa ci sarà un ballo a Buckingham Palace e Starrick ha intenzione di rubare il Frutto dell'Eden, approfittando dell'occasione. I gemelli Frye devono collaborare per l'ultima volta affinché ciò non accada.
Dopo aver rubato gli inviti e la carrozza dei signori Gladstone, Jacob procura anche un'uniforme da guardia reale all'ispettore Abberline, affinché questo nasconda le armi sul tetto di Buckingham, poiché all'interno del palazzo sono vietate.
Durante il ballo, Evie ruba i progetti nel Salotto Bianco, ma Starrick riesce a rubarle la chiave della cripta, accedendovi.
Recuperate le armi, i gemelli lo raggiungono e dopo una dura battaglia, alla quale parteciperà anche Green, riescono a uccidere il Gran Maestro e a liberare Londra dal controllo dei Templari. Jacob e Evie si chiariscono e quest'ultima diviene la moglie di Henry Green. I tre Assassini vengono nominati Cavalieri dalla regina Vittoria in persona e promettono di proteggere l'Inghilterra, rifiutandosi, tuttavia, di collaborare per l'Impero poiché questo va contro lo spirito di libertà degli Assassini.

### Crimini Efferati
I gemelli Frye si imbattono in Henry Raymond, scrittore di racconti spaventosi intitolati Penny Dreadful; insieme al suo collaboratore, il giovane Artie, questi chiede ai due Assassini di investigare su alcune scene del crimine sparse per tutta Londra, interrogando sospetti e testimoni e infine indicando il colpevole. I Frye hanno successo in questa impresa, mentre Artie inizia a notare una serie di particolari che sembrano accomunare tutti i delitti.
In seguito i due Assassini vengono chiamati dalla Regina Vittoria per indagare sulla morte di una delle sue guardie; i due scoprono che la guardia è in realtà lo stesso Raymond camuffato, il quale ha finto la sua morte con un potente sonnifero (utilizzato in uno dei precedenti crimini) per rubare lo Scettro con la colomba; il criminale ha inoltre lasciato una serie di finti indizi che rimandano alla presenza di una bomba a Buckingham Palace, finto allarme che serve solo a coprire la sua fuga. Il piccolo Artie, che nel frattempo ha scoperto il piano di Raymond, riesce a fermarlo ma viene preso come ostaggio; i gemelli riescono comunque a ucciderlo, salvare Artie e recuperare lo Scettro. Artie saluta i Frye, che lo spingono a continuare a scrivere racconti di crimini e delitti: in effetti il vero nome di Artie è Arthur Conan Doyle.

### Anomalia Temporale
Durante lo svolgersi degli eventi uno strano squarcio temporale appare sul Tamigi: oltrepassandolo il giocatore viene trasportato nella Londra del 1916, prendendo il controllo di Lydia Frye. Questa è una discendente di Jacob, nata nel 1893 e affermata Assassina ai tempi della prima guerra mondiale. Jacob e Evie, a quell'epoca già molto vecchi, si ritirano in campagna, mentre Lydia rimane a Londra per combattere le spie tedesche e soprattutto i Templari, che approfittano della Guerra per prendere potere.
Nel 1916 la ragazza si infiltra in una base Templare all'interno del Tower Bridge e sgomina i terroristi al suo interno; qui incontra Winston Churchill, che le chiede di uccidere le restanti spie e il loro capo, che è un Saggio Templare, il quale è protetto da immunità diplomatica e dunque non può essere arrestato ufficialmente. In cambio, Churchill promette a Lydia che una volta terminata la guerra si batterà per i diritti delle donne. Lydia conquista tutte le basi Templari, uccide tutte le spie tedesche e infine costringe il Saggio a uscire dal suo nascondiglio, riuscendo a ucciderlo.
Ogni volta che Lydia uccide un obiettivo, appare l'ologramma di Giunone che racconta la storia della Prima Civilizzazione. Quando scopre che l'ultimo Saggio è stato ucciso, ringrazia l'Iniziato per aver compiuto la missione e si augura di poter lavorare di nuovo con gli Assassini in futuro.

### Jack lo Squartatore
Vent'anni dopo l'uccisione di Starrick, gli Assassini hanno preso il controllo di Londra; tuttavia la pace della città viene sconvolta a causa dei crimini di Jack lo squartatore, il quale mette in serio pericolo il Credo poiché prende di mira i bordelli, roccheforti degli Assassini. Jacob Frye, divenuto Maestro dell'Ordine, indaga per scovare l'omicida e mettere fine al suo regno di terrore. L'Assassino incontra il giornalista Arthur Weaversbrook, chiedendogli di non pubblicare le lettere che lo Squartatore ha inviato presso la redazione del suo giornale per non diffondere il panico nella popolazione; successivamente Jacob incontra la prostituta Nellie, che lo informa che altre due donne sono state ammazzate dal misterioso omicida. Questi è ancora sulla scena del crimine: Jacob si lancia al suo inseguimento e i due combattono, ma lo Squartatore riesce a mettere fuori combattimento Jacob e a portarlo via.
Settimane dopo Evie Frye, trasferitasi in India insieme a suo marito Henry, torna a Londra: l'ispettore Abberline la informa che egli potrebbe essere ormai morto, mentre la Confraternita, ormai priva di un capo, si è dispersa e lei potrebbe essere l'ultima Assassina rimasta in città, nonché l'unica persona in grado di fermare lo Squartatore. Evie indaga sulla scomparsa di suo fratello utilizzando delle tecniche di combattimento apprese dagli Assassini indiani per uccidere i complici dello Squartatore e liberare gli ostaggi; scopre inoltre che Jack era un iniziato Assassino: questo però attira l'attenzione dello Squartatore, che si vendica uccidendo altre malcapitate.
In seguito ai nuovi omicidi Abberline dice a Evie che, se non gli consegnerà lo Squartatore, lui non sarà più in grado di coprirla e dovrà arrestarla; Evie giura che catturerà Jack o morirà nel tentativo. Dopo aver riesaminato le scene del crimine, Evie scopre nuovi indizi che la portano a scoprire che tutte le vittime dello Squartatore erano Assassine; lo stesso Jack non aveva mai avuto intenzione di diventare un Assassino, ma si era infiltrato nella Confraternita allo scopo di vendicarsi di Jacob, colpevole di non essere riuscito a salvare sua madre, morta per mano di Starrick. L'Assassina scopre che, prima di essere salvato da Jacob, Jack era rinchiuso nel manicomio di Lambeth, dove si è recato per uccidere i suoi vecchi carcerieri e distruggere i registri che potrebbero svelare la sua vera identità. Evie lo insegue fin lì e ingaggia con lui uno scontro all'ultimo sangue, finendo per ucciderlo; successivamente ritrova Jacob, ferito ma ancora vivo. I due fratelli Assassini chiederanno ad Abberline di mantenere segreta la vera identità di Jack, poiché rivelandola si metterebbe in pericolo la Confraternita.

## Modalità di gioco
Il gioco è ambientato a Londra, nel 1868, in piena epoca vittoriana. I nuovi protagonisti sono i gemelli Jacob e Evie Frye, che dovranno guidare la rivoluzione popolare scoppiata a causa dell'oppressione della popolazione da parte dei ricchi industriali. Il giocatore avrà la possibilità di guidare una propria "gang"; sarà inoltre disponibile un nuovo tipo di arsenale: si potranno utilizzare, infatti, un tirapugni in ottone, un bastone animato, una rivoltella, un pugnale kukri e l'immancabile lama celata. Sarà inoltre disponibile un lanciacorda posto nella polsiera di Jacob ed Evie che servirà per scalare rapidamente gli edifici. I due personaggi del videogioco saranno entrambi utilizzabili dal giocatore, il quale potrà scegliere quale utilizzare durante il free roaming, le missioni secondarie e alcune missioni principali, mentre altre devono essere svolte obbligatoriamente da uno dei due gemelli. Evie predilige un approccio furtivo all'interno delle missioni e ha, di conseguenza, un maggior numero di armi silenziose rispetto a suo fratello, come ad esempio i coltelli da lancio. Jacob, al contrario di Evie, agisce principalmente d'impulso, preferendo un approccio violento e poco furtivo. Si vedrà quindi Jacob alle prese con grandi risse di strada fra i Rooks (la gang di Jacob) e le altre gang rivali, durante le quali il personaggio romperà ossa e combatterà principalmente sfruttando il corpo a corpo, mentre Evie aggirerà gli scontri, preferendo eliminare i nemici silenziosamente.

## Personaggi e doppiatori

### Assassini
- Jacob Frye: protagonista del gioco insieme alla sorella gemella Evie. Attaccabrighe e spaccone, non pensa due volte prima di fare una cosa. Infatti, le sue azioni spesso causano diversi problemi, che la sorella deve poi risolvere, doppiato da Maurizio Merluzzo.
- Evie Frye: protagonista del gioco insieme a suo fratello gemello Jacob. Più cauta, più riflessiva e meno impulsiva di Jacob, doppiata da Valentina Pallavicino.
- Lydia Frye: nipote di Jacob Frye, assassina del ramo britannico della Confraternita degli Assassini che, durante la prima guerra mondiale, venne coinvolta in un mistero riguardante alcuni Frutti dell'Eden risalenti alla Prima Civilizzazione.
- Jayadeep Mir/Henry Green: più comunemente noto come sir Henry Green e soprannominato Il Fantasma, è stato un immigrato indiano e il leader del ramo britannico della Confraternita degli Assassini durante la rivoluzione industriale. Era inoltre un confidente dei confratelli Jacob e Evie Frye, nonché il figlio del leggendario Assassino indiano Arbaaz Mir e della principessa Pyara Kaur, entrambi citati in Assassin's Creed Chronicles: India.
- Galina Voronina: Galina Voronina è un'Assassina del ramo russo dell'Ordine di stanza a bordo della Altair II dal marzo 2014.
- Rebecca Crane: Assassina dei giorni nostri e creatrice dell'Animus 2.0 e 3.0. Lavora sempre in squadra con Shaun, doppiata da Jenny De Cesarei.
- Shaun Hastings: Assassino dei giorni nostri. Storico e ricercatore inglese. Fornisce supporto alle squadre operanti in tutto il mondo, tenendosi in contatto anche con i capi dell'Ordine. Lavora sempre in squadra con Rebecca, doppiato da Matteo Zanotti.

### Templari
- Crawford Starrick: Gran Maestro dei Templari del ramo britannico che controlla Londra dietro le quinte. È considerato uno dei più potenti Gran Maestri dell'intero Ordine. È un uomo intelligente e calcolatore ma spietato e senza scrupoli. È doppiato da Gabriele Calindri.
- Maxwell Roth: noto criminale britannico, considerato la più geniale mente malavitosa di Londra, doppiato da Roberto Accornero.
- Pearl Attaway: membro dell'Ordine dei Templari al servizio del Gran Maestro Crawford Starrick, nonché sua cugina. Si occupa principalmente della rete dei trasporti di Londra, sistematizzandoli a favore dei Templari.
- Rupert Ferris:  ricco capitalista britannico e un membro dell'Ordine dei Templari al servizio del Gran Maestro Crawford Starrick. Specializzato nella gestione delle fabbriche e delle acciaierie di Crawley.
- Lucy Thorne: studiosa britannica e una ricercatrice, membro dell'Ordine dei Templari. Si occupa della ricerca e dello studio dei frutti dell'eden.
- Philip Twopenny: banchiere inglese e membro dei Templari. Gestisce la banca più famosa di Londra e il capitale dei Templari.
- James Brudenell: nobile britannico e ufficiale della British Army che combatté nel corso della guerra di Crimea. Segretamente, era anche un membro dell'Ordine dei Templari.
- John Elliotson: è stato un noto autore, insegnante e medico britannico vissuto nell'epoca della rivoluzione industriale. In segreto, era anche un membro dell'Ordine dei Templari.
- David Brewster: è stato un noto scienziato, studioso e ottico scozzese, nonché un membro dell'Ordine dei Templari al servizio del Gran Maestro Crawford Starrick. Incaricato di studiare un Frutto dell'Eden per conto della consorella Lucy Thorne.
- Juhani Otso Berg: Templare dei giorni nostri nonché Maestro Templare. Lavora spesso in coppia con Violet da Costa.
- Violet da Costa: Templare dei giorni nostri nonché Maestro Templare. Lavora spesso in coppia con Otso Berg.

### Altri
- Frederick Abberline: Capo di polizia di Scotland Yard, collabora con Jacob e Evie contro i Templari.
- Arthur Conan Doyle: conosciuto anche come Artie in gioventù, bambino con uno spiccato senso nell'investigazione, in futuro sarà celebre per la creazione della serie di libri Sherlock Holmes.
- Charles Darwin: naturalista, biologo e geologo, doppiato da Giovanni Battezzato.
- Charles Dickens: scrittore e giornalista britannico, tra i più popolari dell'epoca vittoriana, doppiato da Cesare Rasini.
- Alexander Graham Bell: ingegnere, inventore e scienziato statunitense di origine scozzese.
- Karl Marx: filosofo, giornalista e sociologo tedesco considerato il fondatore dell'ideologia del marxismo.
- Vittoria I del Regno Unito: nobile britannica e la monarca del Regno Unito e del Regno di Irlanda durante il XIX secolo, nonché la prima imperatrice d'India riconosciuta ufficialmente. Vissuta nel corso della rivoluzione industriale, il periodo viene anche ricordato come epoca vittoriana per indicare appunto il periodo del suo regno, attualmente il 2° più longevo nella storia della monarchia inglese.
- Winston Churchill', doppiato da Oliviero Corbetta.
- Benjamin Disraeli, doppiato da Giorgio Bonino.
- Jack lo Squartatore: famosissimo criminale britannico che operò durante l'ultimo ventennio del XIX secolo a Londra. Considerato uno dei migliori serial killer mai esistiti, divenne un bersaglio primario per il distretto di Scotland Yard a partire dall'autunno del 1888, periodo in cui i suoi macabri omicidi compiuti del degradato quartiere di Whitechapel iniziarono a spaventare l'intera popolazione londinese, doppiato da Alessandro Maria D'Errico.
- John Billingsworth, doppiato da Marco Balzarotti.
- George Westhouse, doppiato da Alberto Olivero.

## Doppiaggio
| Personaggio       | Doppiatore in lingua italiana | Doppiatore in lingua originale |
| ----------------- | ----------------------------- | ------------------------------ |
| Jacob Frye        | Maurizio Merluzzo             | Paul Amos                      |
| Evie Frye         | Valentina Pallavicino         | Victoria Atkin                 |
| Crawford Starrick | Gabriele Calindri             | Kris Holden Ried               |
| Duleep Singh      | Massimo Di Benedetto          | Avin Shah                      |
| Charles Darwin    | Giovanni Battezzato           | Julian Richings                |
| Charles Dickens   | Cesare Rasini                 | Des McAleer                    |
| Winston Churchill | Oliviero Corbetta             | Rick Miller                    |

## Sviluppo
Le informazioni sul gioco, inizialmente intitolato Assassin's Creed: Victory, sono trapelate per la prima volta il 2 dicembre 2014, attraverso il sito web Kotaku, che ha pubblicato dettagli e screenshot da un video di sette minuti che il sito aveva acquisito. Assassin's Creed: Syndicate è il secondo capitolo principale della serie a non essere sviluppato da Ubisoft Montreal, dopo Assassin's Creed: Rogue del 2014; il 2 luglio 2014, infatti, Ubisoft ha annunciato che Ubisoft Quebec avrebbe gestito lo sviluppo principale come parte di "un importante investimento" nello studio, che aveva assistito alla realizzazione dei sei giochi precedenti, nonché dei contenuti scaricabili La Tirannia di Re Washington e Grido di Libertà, rispettivamente di Assassin's Creed III e Assassin's Creed IV: Black Flag. Marc-Alexis Côté è il direttore creativo del gioco dopo aver ricoperto vari ruoli in Brotherhood, Revelations, Assassin's Creed III e Grido di Libertà mentre François Pelland torna come produttore senior dopo Assassin's Creed III. Lydia Andrew è l'audio director del gioco, dopo aver lavorato ad Assassin's Creed III, Black Flag e Unity. Lo storico Jean-Vincent Roy è stato consulente del gioco, dopo essere già stato coinvolto in precedenza su Assassin's Creed III e ad aver ricoperto varie altre posizioni presso Ubisoft. Il gioco è anche il primo della serie a presentare un personaggio transgender non giocabile.

### Rappresentazione storica
Nel 1868, alla fine della rivoluzione industriale, con la Confraternita degli Assassini quasi sradicata nella Londra vittoriana, i gemelli Jacob (Paul Amos) ed Evie Frye (Victoria Atkin) lasciano Crawley per Londra trovando una città controllata dai Templari, con la Chiesa e la Monarchia che perdono il loro potere. Cresciuti come Assassini per seguire il Credo, Jacob ed Evie mirano a riprendere la città dal controllo dei Templari infiltrandosi e unendo la malavita londinese, aiutati da figure importanti dell'epoca come il romanziere Charles Dickens (Des McAleer) ; il biologo Charles Darwin (Julian Richings); l'inventore Alexander Graham Bell (Mark Rowley); il teorico politico Karl Marx (Matthew Marsh); l'infermiera Florence Nightingale (Helen Johns); Maharaja Duleep Singh (Aving Shah), l'ultimo maharajah dell'Impero Sikh; il sergente Frederick Abberline (Sam Crane) del Metropolitan Police Service (noto per le sue indagini su Jack lo Squartatore); e la regina Vittoria (Ellen David). Inoltre, la nipote di Jacob, Lydia Frye (Lisa Norton), appare in un segmento separato ambientato ai tempi della prima guerra mondiale, dove aiuta Winston Churchill (Rick Miller) a difendere Londra contro una nuova fazione di spionaggio nemica.

### Colonna sonora
La colonna sonora di Assassin's Creed: Syndicate è stata realizzata dal compositore americano Austin Wintory. Le canzoni con i testi nel gioco, le ballate assassine, sono state composte da Wintory e dalla band musicale australiana Tripod. La colonna sonora è stata pubblicata su Amazon MP3 e iTunes il 23 ottobre 2015. Bear McCreary ha composto la colonna sonora per il contenuto scaricabile di Jack lo Squartatore, in cui è stato pubblicato un album della colonna sonora il 1º dicembre 2015.

## Distribuzione
Il gioco è stato ufficialmente rivelato il 12 maggio 2015 ed è stato rilasciato in tutto il mondo il 23 ottobre 2015, per PlayStation 4 e Xbox One, e il 19 novembre 2015 per Microsoft Windows.
Al momento del lancio erano disponibili per l'acquisto repliche giocattolo a grandezza naturale delle armi usate da Evie e Jacob nel gioco, il bastone-spada e il guanto con lama celata. Il 13 maggio 2015 sono state annunciate cinque diverse edizioni del gioco per l'Europa.

## Accoglienza
Il gioco ha ricevuto critiche miste, per lo più positive. Alexa Corriea da GameSpot ha elogiato la fluidità del nuovo sistema di combattimento di Syndicate, così come la bellezza della mappa e l'aggiunta del lanciatore corda. Sono stati elogiati le missioni e l'intelligenza artificiale dei personaggi. Tuttavia il gioco non ha avuto il riscontro di vendite sperato da Ubisoft, soprattutto nella settimana di lancio. Il totale di vendite che Syndicate ha avuto è stato comunque leggermente superiore ad Assassin's Creed Unity. Tale cosa è probabilmente dovuta al cattivo influsso di Unity che ha causato un calo negli acquisti.
Nel dicembre 2015, la Game Informer ha definito Assassin's Creed: Syndicate il quarto gioco migliore della saga di Assassin's Creed.